# Félix Rotaeta
Félix Rotaeta est un acteur et réalisateur espagnol né le 1er avril 1942 à Madrid et mort le 23 novembre 1994 à Barcelone.

## Filmographie

### Acteur
- 1980 : Pepi, Luci, Bom et autres filles du quartier de Pedro Almodóvar
- 1986 : Tiempo de silencio de Vicente Aranda
- 1988 : Soldadito español d'Antonio Giménez-Rico
- 1994 : Justino, l'assassin du troisième âge

### Réalisateur
- 1988 : El placer de matar
- 1991 : Chatarra (sélectionné au Festival de Venise 1991)[1]

## Récompense
- 1989 : « Meilleur scénario adapté » - 3e cérémonie des Goyas (pour El placer de matar)